# Diagramma di Jablonski

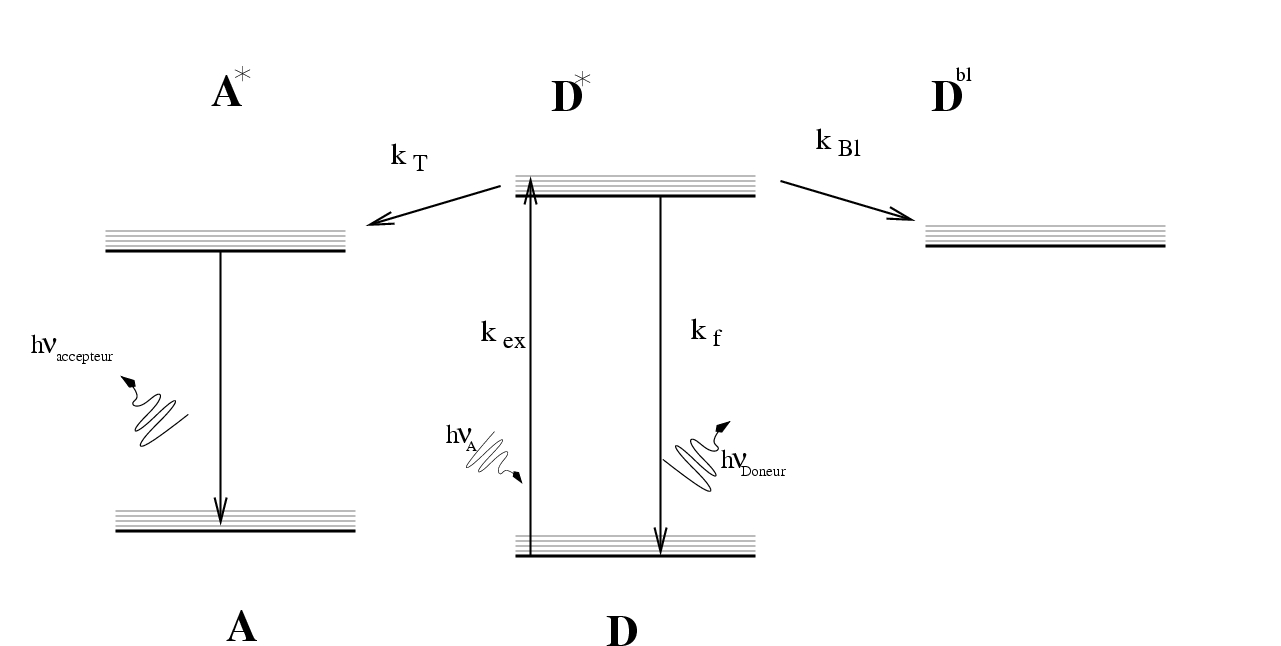
Diagramma di Jablonski che rappresenta il trasferimento di energia per risonanza (FRET)

Il diagramma di Jablonski è un diagramma che rappresenta vari tipi di transizioni, radiativi e non, tra livelli energetici, compreso l'incrocio intersistema, a cui possono dar luogo le molecole. Prevede due (o più) livelli energetici elettronici con le relative sottodivisioni vibrazionali e rotazionali per cui è un'approssimazione migliore rispetto allo schema di Einstein che riporta solo due livelli elettronici.
Il nome del diagramma deriva dal fisico polacco Aleksander Jabłoński.